# 挙母藩

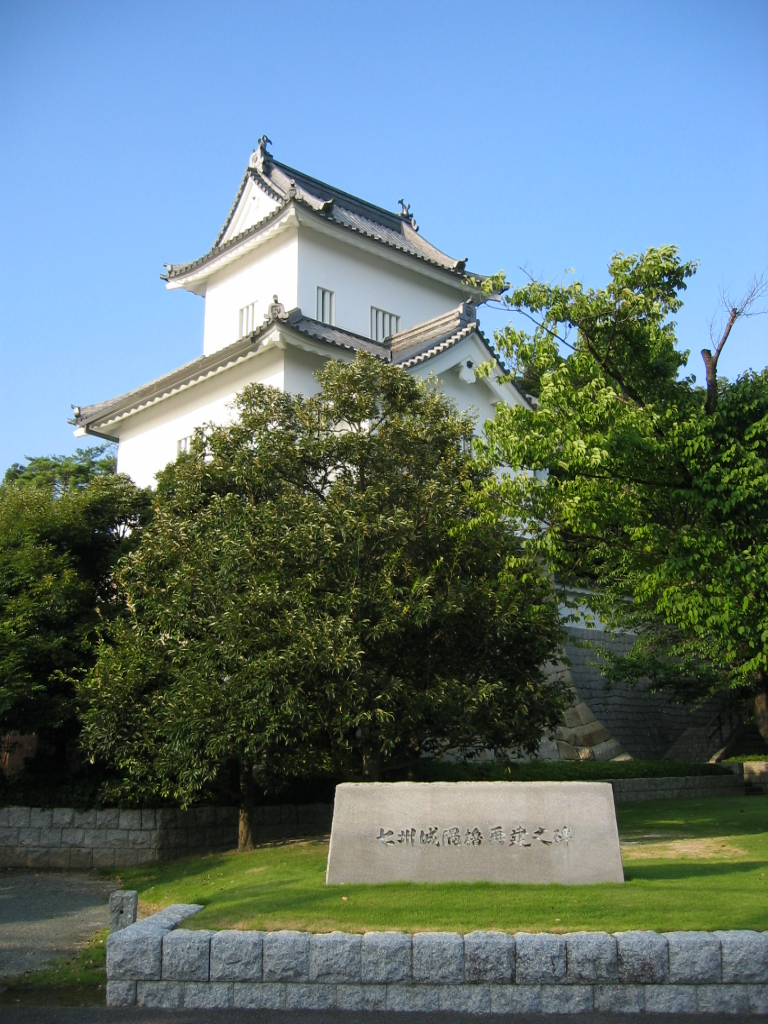
七州城復興隅櫓

挙母藩（ころもはん）は、三河国の北西部、現在の愛知県豊田市中心部を治めた2万石の譜代大名の小藩。藩庁は挙母城（別名七州城）。挙母藩の歴史は領主により大きく4つに分かれる。

## 藩史

### 三宅家時代（1604年 - 1619年、1636年 - 1664年）
慶長9年（1604年）、武蔵国から三宅康貞が祖先ゆかりの地である三河国加茂郡衣に入部し、衣藩1万石がはじまった。三宅家はそれまでの衣城を廃し、現在の豊田市元城町付近に陣屋を構える。これは矢作川の水運と岡崎藩、尾張国、信濃国への交通の要所をおさえる意味もあり、陣屋を中心に7か町を形成した。
元和5年（1619年）、2代・康信は2,000石を加増の上、伊勢亀山藩に領地替えされる。寛永13年（1636年）、3代・康盛が再び1万2,000石で衣城主となる。さらに寛文4年（1664年）、4代・康勝の時代に三河田原藩へ再び領地替えになり、以後衣の地を治めることはなかった。

### 幕府領時代（1664年 - 1681年）
寛文4年（1664年）の三宅家転封後、衣の地は幕府領となり、三河代官・鳥山家の支配下に入る。鳥山家は三宅家の築いた陣屋を廃し、そこの町の郷倉を建て、さらに堀を埋め立てそこを田地とした。他に道路の拡張や養蚕の奨励、灌漑などの事業を行った。

### 本多家時代（1681年 - 1749年）
天和元年（1681年）、陸奥石川藩より本多忠利が挙母に1万石で入って再び立藩した。本多忠利は徳川家康の家臣・本多忠勝の曾孫にあたり、幕府でも寺社奉行を務めている。また近隣の伊保藩と足助藩も忠利の兄弟が治めており、西三河における本多家一族の一体的支配の動きの中の立藩とも言える。本多家は「衣」を「挙母」と表記することを定め、城下町の整備に努める。本多家は忠利、忠次、忠央の3代にわたり支配する。

### 内藤家時代（1749年 - 1871年）
寛延2年（1749年）、上野安中藩より内藤政苗が挙母へ領地替えとなる。以後、明治維新までの約120年間にわたり内藤家が挙母の地を支配することになる。内藤家は本多家から受け継いだ挙母1万石の他にも、遠江国と美作国に1万石を領し、都合2万石の大名となった。入部後、幕府より4,000両が与えられ、それまでの陣屋から挙母城築城の計画が進められた。しかし築城の計画は一揆や洪水、政争などの要因で遅々と進まなかった。この移転前の城は現在、桜城と呼ばれている。
結局、第2代藩主の内藤学文は安永8年（1779年）に挙母城の移転を決意、挙母城より西方の樹木台に新しい城の築城を進めることになる。そして天明5年（1785年）に築城工事が終わり、江戸から戻った学文は新城の見分をしている。それが現在、七州城と呼ばれる城にあたる。学文はまた藩校「崇化館」を創立している。以後、挙母の城下町は旧城を中心とした下町と新城を中心とした樹木の両地域で発展し、明治維新を迎える。

### 幕末の挙母藩
第4代藩主の政成は近江彦根藩主の井伊直中の五男で、養子として迎えられた。質素倹約に励むなど藩財政の好転に尽くしたが、天候不順や矢作川の氾濫などで芳しい実績は生まれなかった。政成は文政13年（1830年）9月に実弟（直中の八男）政優を養子として迎え、これに藩政を委ねて隠居したが、この縁組は実家の井伊家からの持参金目当てであり、挙母藩の借財整理に充てられたと伝わる。ちなみに大老の井伊直弼は政成や政優の弟にあたる（直中の十四男）。
天保7年（1836年）9月、現在の松平地区で大規模な百姓一揆「加茂一揆」が発生。飢饉に苦しむ農民が年貢の減免や市場価格の抑制を求めて起こした一大農民一揆で、1万人以上の農民が参加する大騒動に発展した。藩主の政優は鉄砲隊を組織して矢作川の堤防で農民を撃退し、一揆を武力鎮圧した。「鴨の騒立（かものさわだち）」という別名でも知られるこの一揆は東海地方有数の規模で、天保8年（1837年）の大塩平八郎の乱にも影響を与えることとなった。
嘉永4年（1851年）、政優が嗣子なく死去すると、やはり井伊家から政文（政成・政優の甥）が養子として迎えられ第6代藩主となった。安政元年（1854年）、挙母地方を大地震が襲ったと記録されている。安政5年（1858年）、政文が死去し、嫡男の文成が4歳で第7代藩主となった。これは内藤家歴代藩主の中で、家督が父子相続された唯一の例である。安政6年（1859年）、洋式の軍政（英式銃陣法）が取り入れられ習練が行われた。慶応3年（1867年）には全国的に流行していた「ええじゃないか」が挙母でも起きている。
慶応4年（1868年）2月に戊辰戦争がはじまると、挙母藩は藩主が領国不在のまま新政府に対して恭順した。3月には藩主・文成が帰藩し、4月に官軍の東海道軍人馬兵食賄方として、駿府警衛のため一小隊を派遣する。6月に再度警衛に当たった。
同年7月、藩主・文成は京の御所へ参内し、勤王の意をあらためて表した。明治2年（1869年）、文成は挙母藩知事に就任した。明治3年（1870年）、挙母藩が廃止され挙母県になった。幕末時、士族は100戸、卒族は200戸を数えた。
内藤文成は、後に隠居して明治34年（1901年）まで存命した。文成の養子として家督を継いだ内藤政共（政成の子）は華族令によって子爵に叙された。

## 歴代藩主

### 三宅家
譜代 1万石
1. 康貞
2. 康信

この間1619年から1636年の間は伊勢亀山に転封
1. 康盛 伊勢亀山より入部
2. 康勝 三河田原へ転封

### 幕府領
鳥山氏 三河代官
1. 精俊
2. 精明
3. 精元
4. 精永

### 本多家
譜代 1万石
1. 忠利 陸奥石川より入部
2. 忠次
3. 忠央 遠江相良へ転封

### 内藤家
譜代 2万石
1. 政苗 上野安中より入部
2. 学文
3. 政峻
4. 政成
5. 政優
6. 政文
7. 文成

## 幕末の領地
- 三河国
  - 加茂郡のうち - 25村

田茂平村(95石3斗8升0合9勺9才7撮)・深見村(374石1斗3升6合9勺9才3撮)・迫村(155石6斗1升5合0勺0才5撮)・飯野村(315石5斗0升5合0勺0才5撮)・舞木村(355石8斗9升4合0勺1才2撮)・下市場村(449石2斗8升6合9勺8才7撮)・金谷村(113石4斗1升7合0勺0才0撮)・下林村(242石4斗5升5合9勺9才4撮)・乙ヶ林村(198石8斗4升3合0勺0才2撮)・飛泉村(71石0斗4升0合0勺0才1撮)・上仁木村(192石7斗7升4合9勺9才4撮)・古瀬間村(291石8斗6升4合0勺1才4撮)・永太郎村(233石0斗5升9合0勺0才6撮)・越戸村(861石6斗6升9合0勺0才6撮)・花本村(263石8斗1升2合0勺1才2撮)・荒井村(142石5斗6升5合9勺9才4撮)・今村(194石4斗6升8合9勺9才4撮)・長興寺村(389石5斗7升9合9勺8才7撮)・四郷村(1011石2斗1升8合0勺1才8撮)・挙母村(4004石1斗0升4合0勺0才4撮)・西山室村(82石4斗7升1合0勺0才1撮)・市場村(242石0斗6升5合9勺9才4撮)・福谷村(481石2斗5升3合9勺9才8撮)・打越村(326石3斗9升8合9勺8才7撮)・梅ヶ坪村(1158石8斗0升7合9勺8才3撮)		
- - 設楽郡のうち - 6村

下津具村(272石1斗6升5合0勺0才9撮)・夏焼村(82石7斗3升7合9勺9才9撮)・上西田内村(97石3斗7升6合9勺9才9撮)・下西田内村(87石0斗1升4合9勺9才9撮)・田峯村(280石3斗9升9合9勺9才4撮)・長者平村(143石2斗0升1合0勺0才4撮)		
- 遠江国
  - 榛原郡のうち - 7村（静岡藩に編入）

中村(371石6斗0升9合9勺8才5撮)・井口村(391石6斗2升7合0勺1才4撮)・外久保村[外窪村](411石4斗3升8合5勺9才9撮)・仁田村(384石2斗1升2合7勺9才9撮)・法士村(79石8斗8升9合9勺9才9撮)・大沼村(141石3斗4升5合3勺3才7撮)・大ヶ谷村(88石9斗0升4合9勺9才9撮)		
- - 周智郡のうち - 8村（同上）

東別所村(230石5斗2升2合9勺9才5撮)・下末本村(112石7斗7升3合0勺0才3撮)・上末本村(245石5斗9升7合0勺0才0撮)・谷川村(441石7斗3升5合9勺9才2撮)・上久野村(474石0斗1升0合9勺8才6撮)・中久野村(167石3斗0升9合9勺9才8撮)・下久野村(607石2斗7升3合0勺1才0撮)・菅ヶ谷村(188石9斗7升3合0勺0才7撮)		
- 美作国
  - 久米北条郡のうち - 12村

坪井上村(653石9斗5升5合9勺9才4撮)・坪井下村(638石9斗6升3合0勺1才3撮)・中北下村(270石8斗8升5合9勺8才6撮)・南方一色村(318石6斗0升5合0勺1才1撮)・中山手里村(652石5斗2升3合9勺8才7撮)・東垪和村(273石0斗8升7合0勺0才6撮)・西垪和村(367石9斗9升0合9勺9才7撮)・中垪和谷村(349石9斗5升9合0勺1才5撮)・中垪和畝村(356石1斗4升8合9勺8才7撮)・小山村(367石6斗9升9合0勺0才5撮)・中垪和上口村(331石3斗5升1合0勺1才3撮)・中山手奥村(475石5斗1升1合9勺9才3撮)		
明治維新後に、美作国勝北郡21村（旧幕府領、内訳は生野奉行所管轄19村、倉敷代官所管轄2村）が加わった。